# Montamisé
Montamisé és un municipi francès situat al departament de la Viena i a la regió de la Nova Aquitània. L'any 2007 tenia 3.031 habitants.

## Demografia

### Població
El 2007 la població de fet de Montamisé era de 3.031 persones. Hi havia 1.124 famílies de les quals 190 eren unipersonals (80 homes vivint sols i 110 dones vivint soles), 392 parelles sense fills, 492 parelles amb fills i 50 famílies monoparentals amb fills.
La població ha evolucionat segons el següent gràfic:
Habitants censats

### Habitatges
El 2007 hi havia 1.223 habitatges, 1.142 eren l'habitatge principal de la família, 33 eren segones residències i 48 estaven desocupats. 1.143 eren cases i 80 eren apartaments. Dels 1.142 habitatges principals, 919 estaven ocupats pels seus propietaris, 208 estaven llogats i ocupats pels llogaters i 15 estaven cedits a títol gratuït; 9 tenien una cambra, 48 en tenien dues, 81 en tenien tres, 278 en tenien quatre i 725 en tenien cinc o més. 967 habitatges disposaven pel capbaix d'una plaça de pàrquing. A 322 habitatges hi havia un automòbil i a 769 n'hi havia dos o més.

### Piràmide de població
La piràmide de població per edats i sexe el 2009 era:
| Homes | Edats   | Dones |
| ----- | ------- | ----- |
| 0     | 95 o +  | 4     |
| 4     | 90 a 94 | 8     |
| 12    | 85 a 89 | 28    |
| 8     | 80 a 84 | 24    |
| 24    | 75 a 79 | 16    |
| 24    | 70 a 74 | 24    |
| 48    | 65 a 69 | 24    |
| 64    | 60 a 64 | 64    |
| 80    | 55 a 59 | 72    |
| 120   | 50 a 54 | 88    |
| 120   | 45 a 49 | 168   |
| 96    | 40 a 44 | 92    |
| 120   | 35 a 39 | 124   |
| 92    | 30 a 34 | 68    |
| 76    | 25 a 29 | 96    |
| 72    | 20 a 24 | 60    |
| 116   | 15 a 19 | 72    |
| 88    | 10 a 14 | 80    |
| 116   | 5 a 9   | 68    |
| 84    | 0 a 4   | 56    |

## Economia
El 2007 la població en edat de treballar era de 2.073 persones, 1.582 eren actives i 491 eren inactives. De les 1.582 persones actives 1.506 estaven ocupades (768 homes i 738 dones) i 76 estaven aturades (36 homes i 40 dones). De les 491 persones inactives 184 estaven jubilades, 214 estaven estudiant i 93 estaven classificades com a «altres inactius».

### Ingressos
El 2009 a Montamisé hi havia 1.184 unitats fiscals que integraven 3.151,5 persones, la mediana anual d'ingressos fiscals per persona era de 22.712 €.

### Activitats econòmiques
Dels 90 establiments que hi havia el 2007, 2 eren d'empreses alimentàries, 5 d'empreses de fabricació d'altres productes industrials, 15 d'empreses de construcció, 14 d'empreses de comerç i reparació d'automòbils, 5 d'empreses de transport, 5 d'empreses d'hostatgeria i restauració, 7 d'empreses financeres, 4 d'empreses immobiliàries, 13 d'empreses de serveis, 12 d'entitats de l'administració pública i 8 d'empreses classificades com a «altres activitats de serveis».
Dels 26 establiments de servei als particulars que hi havia el 2009, 1 era una oficina de correu, 2 tallers de reparació d'automòbils i de material agrícola, 2 autoescoles, 2 paletes, 6 guixaires pintors, 1 fusteria, 4 lampisteries, 1 electricista, 2 perruqueries, 4 restaurants i 1 saló de bellesa.
Dels 5 establiments comercials que hi havia el 2009, 2 eren botiges de menys de 120 m², 2 fleques i 1 una llibreria.
L'any 2000 a Montamisé hi havia 17 explotacions agrícoles que ocupaven un total de 1.240 hectàrees.

## Equipaments sanitaris i escolars
L'únic equipament sanitari que hi havia el 2009 era una farmàcia.
El 2009 hi havia 1 escola maternal i 1 escola elemental.

## Poblacions més properes
El següent diagrama mostra les poblacions més properes.